# (8420) Angrogna
(8420) Angrogna est un astéroïde de la ceinture principale.

## Description
(8420) Angrogna est un astéroïde de la ceinture principale. Il fut découvert le 17 novembre 1996 à Prescott par Paul G. Comba. Il présente une orbite caractérisée par un demi-grand axe de 2,60 UA, une excentricité de 0,13 et une inclinaison de 11,9° par rapport à l'écliptique.

## Compléments